# Musée d'Art et d'Archéologie de Guéret
Le musée d’Art et d’Archéologie de Guéret ou musée de la Sénatorerie est un musée municipal qui dépend de la ville de Guéret, préfecture de la Creuse. Il est labellisé musée de France.

## Historique

### Création du musée —XIXe–XXesiècles
Le musée est créé en 1837 par la Société des sciences naturelles et archéologiques de la Creuse. La ville de Guéret met à disposition de la Société des locaux, dans l’ancien palais du présidial devenu hôtel de ville en 1835, en échange de la donation à la ville des collections.
Le musée ouvre ses portes au public le 8 juillet 1838 sous le nom de Cabinet d’histoire naturelle et d’antiquités de la Creuse. L’accroissement des collections du musée est concomitant du développement de la société savante, renommée Société des sciences naturelles et archéologiques de la Creuse en 1852,. Face à l’exiguïté des locaux et à la précarité des conditions de conservation, la ville de Guéret acquiert en 1905 un ancien hôtel particulier construit à la fin du XVIIIe siècle, ayant servi, sous Napoléon Ier, de résidence aux sénateurs du Limousin et depuis lors appelé « hôtel de la Sénatorerie ». 
D’importants travaux d’aménagement y sont menés afin d’accueillir les collections. Ces travaux sont réalisés sous l’égide de Germain Sauvanet, architecte départemental également à l’origine du jardin public qui borde l’ancien hôtel particulier. Le transfert des collections s’achève en 1911 et le musée, couramment appelé « musée de la Sénatorerie », est officiellement inauguré par René Viviani, alors ministre des Transports.

#### Le bâtiment

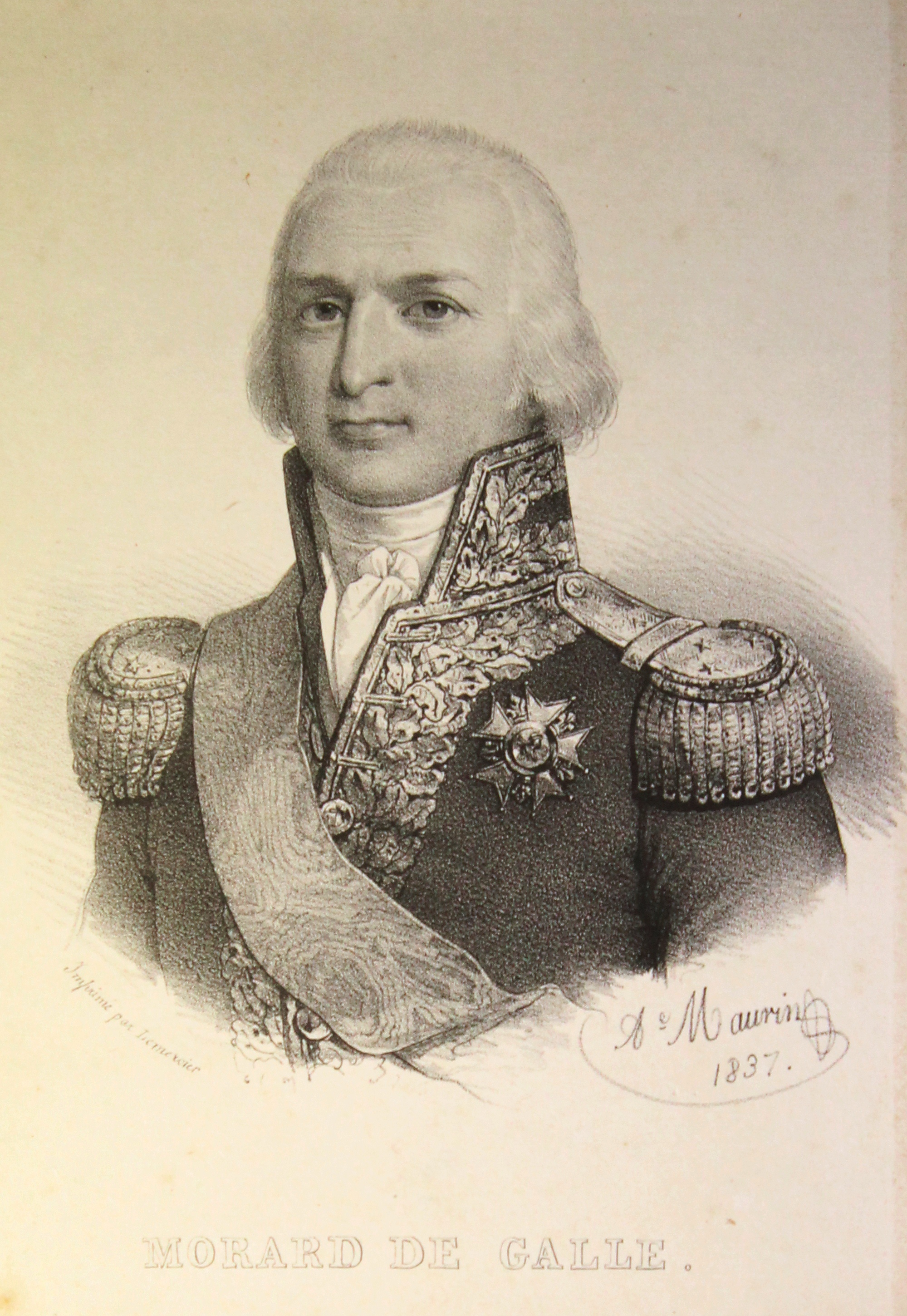
Justin-Bonaventure Morard de Galles, lithographie, 1837 par Antoine Maurin (1793-1860), musée de Guéret.

L’ancien hôtel du Clos, de son premier nom, est édifié dans la seconde moitié du XVIIIe siècle par Pierre Sylvain Tournyol du Clos, conseiller du roi et premier président au présidial de la Marche. Sous le Premier Empire, cet imposant bâtiment devient la résidence à Guéret du sénateur titulaire de la sénatorerie de Limoges. C'est alors qu'il prend le nom d'« hôtel de la Sénatorerie », plus communément appelé « la Sénatorerie ». Sur les trente-six sénatoreries instituées par Bonaparte, celle de Limoges comprenait trois départements : Creuse, Corrèze et Haute-Vienne. Elle fut attribuée à Justin Bonaventure Morard de Galles (1741-1809) par le décret du 2 prairial an XII. 
Quelques années plus tard, la communauté des sœurs de Saint-Joseph, dite « de la Providence », devient propriétaire de la bâtisse et de ses dépendances et y installe le couvent de la Providence. Deux ailes sont ajoutées de part et d’autre du bâtiment principal et plusieurs bâtiments annexes dont une chapelle sont construits. 
Après dissolution de cette congrégation, et la succession de plusieurs propriétaires, la ville de Guéret se porte acquéreur du couvent et de ses dépendances.

### Le musée auXXIesiècle
Depuis son installation en 1905 dans l’hôtel de la Sénatorerie, le musée n’a jamais bénéficié de travaux.
Actuellement fermé, le musée est en cours d’agrandissement et de modernisation. Le bâtiment historique va être rénové et relié à un nouvel édifice en forme de cube, construit par le studio Basalt Architecture à la place d’un ancien couvent, détruit car trop coûteux à restaurer. 
La collection, riche de 17 000 œuvres, est à l'origine prévue pour être réinstallée en 2022, le musée devant rouvrir au public en 2023 ; les travaux prennent finalement du retard et les délais sont prolongés.
Des réserves aux normes de conservation actuelles seront créées dans le nouvel édifice. Le bâtiment ancien retrouvera les collections. Outre les réserves, le nouveau bâtiment proposera des salles de consultation et des espaces de travail pour les chercheurs.

## Les expositions

### L'exposition permanente. Les collections

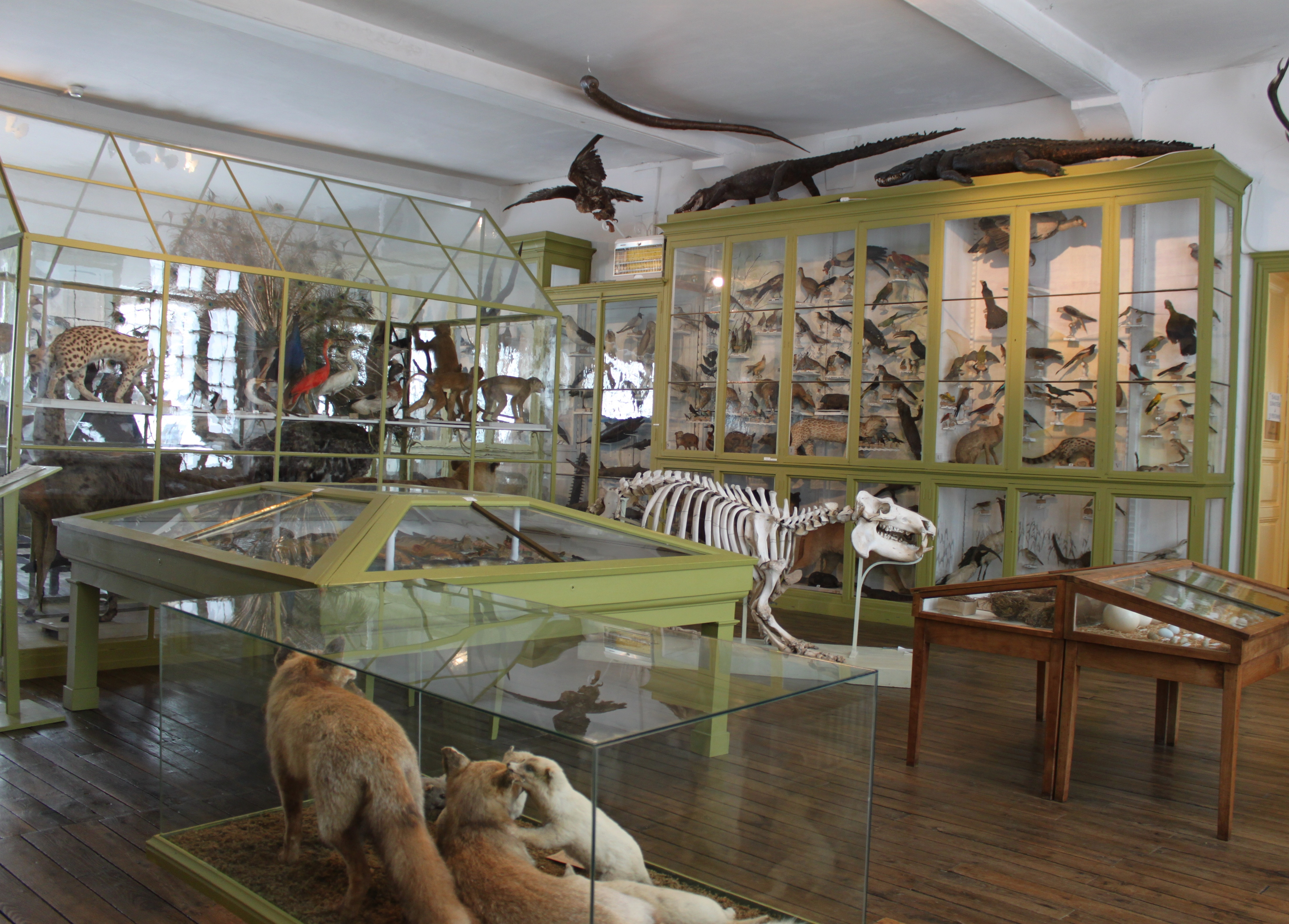
Cabinet de sciences naturelles.

Si le socle constitutif des collections est bien le premier cabinet de sciences naturelles qui regroupe plus de 600 espèces naturalisées en provenance du monde entier, près de 150 boîtes d’insectes et une cinquantaine d’herbiers, le musée s’enrichit dans la seconde moitié du XIXe siècle de collections de peintures, sculptures, arts graphiques, tapisseries et objets d’arts, arts et traditions populaires.
Il possède aussi un département d'armes à feu et d'armes blanches, mais également une importante collection d’arts asiatiques acquise dans les années 1980.
Une salle de peinture est consacrée aux artistes qui ont trouvé leurs sources d'inspiration avec l'école de Crozant, tels Armand Guillaumin, Anders Osterlind, Eugène Alluaud, Paul Madeline.

Deux peintures d'Henry Déziré
Henry Déziré, Arcadie (1912).
Henry Déziré, Quais de la Seine à Paris.

La sculpture est représentée par des œuvres de Carpeaux, de Pierre-Jules Mêne (L'Accolade), de Rodin (Le Baiser) et d'Anna Quinquaud (Archer coniagui au repos).
La réputation du musée réside également dans son trésor d'orfèvrerie du Limousin (émaux de Limoges, comme la châsse de Malval), la statuaire gallo-romaine (Cernunnos) et une remarquable collection de céramiques chinoises.

Pièces archéologiques
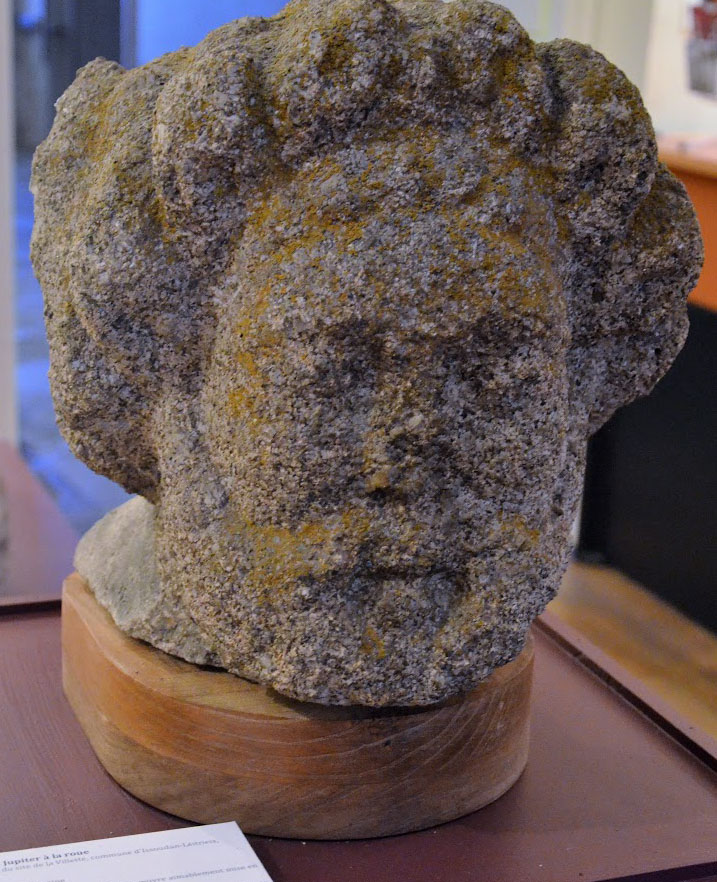
Tête de Taranis.
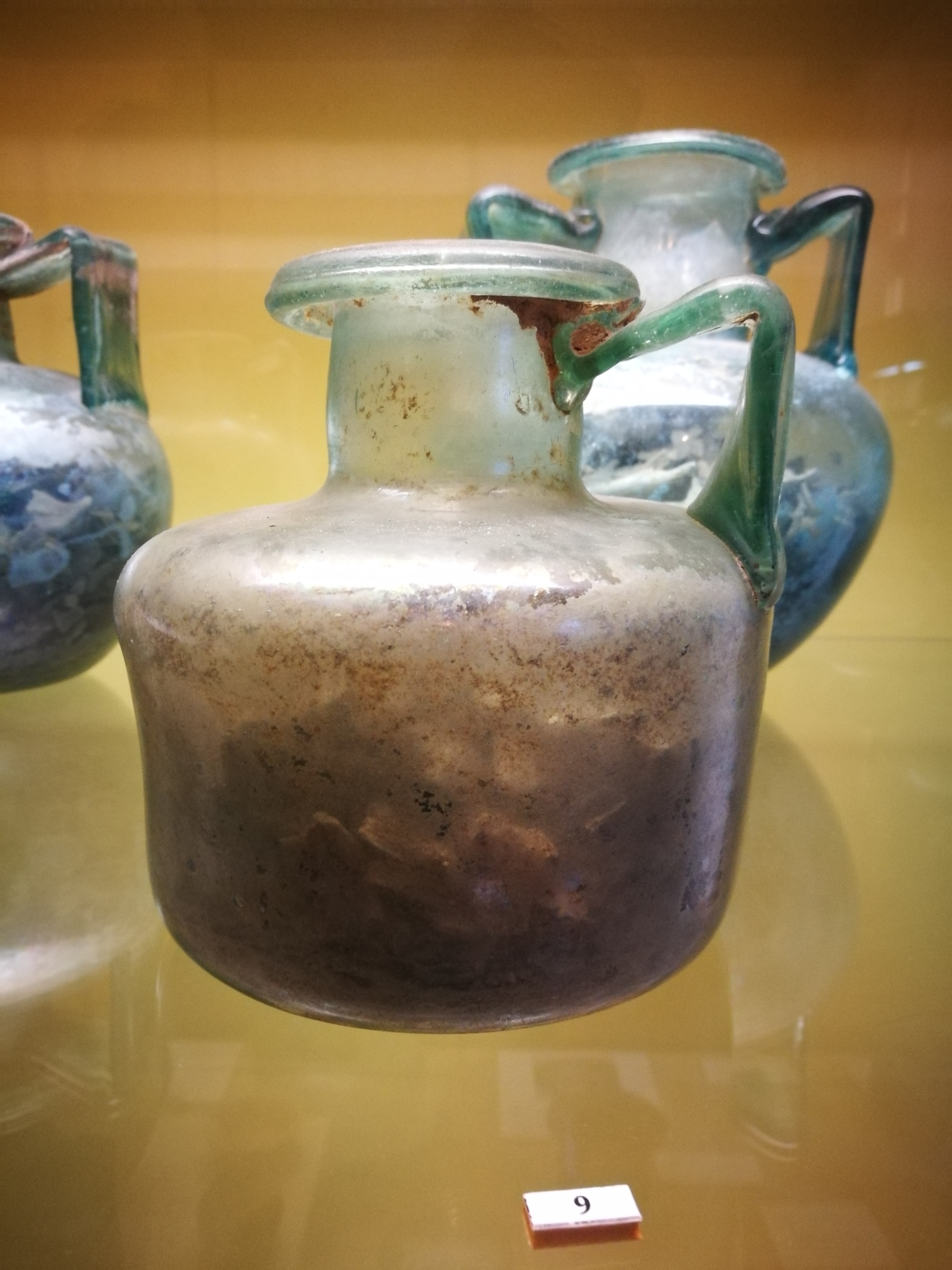
Urnes funéraires de La Forêt-du-Temple.

Son histoire est intimement liée à celle de généreux donateurs, principalement des Creusois collectionneurs qui ont fait carrière hors du département et légué ou donné à la ville de Guéret leurs collections.

### Les expositions temporaires
Le musée organise deux à trois expositions par an. En partenariat avec le FRAC-Artothèque de Nouvelle-Aquitaine, il monte des expositions mêlant œuvres contemporaines et collections anciennes, avec de nouveaux parcours de visite durant quelques mois.
Quelques expositions :
- 2012 : « Anna Quinquaud, itinéraires africains dans les années 1930 »
- 2013 : « La Creuse une vallée-atelier, paysages romantiques, impressionnistes et postimpressionnistes »
- 2013 : « Marc Vaugelade »[10],[11]
- 2014 : « Les animaux du roi »
- 2014 : « Rivages, une histoire de la peinture de marine »
- 2014 : « Hommage à Antonin Artaud »
- 2015 : « Regard sur la Grande Guerre »
- 2015 : « Maximilien Luce et les bâtisseurs du Paris haussmannien »
- 2016 : « Being Beauteous »
- 2016 : « Alfred Smith le triomphe de la couleur – La Creuse, une vallée atelier »
- 2017 : « Chefs-d’œuvre des arts graphiques du musée »
- 2018 : « Charles Alluaud, photographies d’Afrique »